# Lucky Star (manga)
Lucky Star is een Japanse manga van Kagami Yoshimizu. Het draait vooral om de dagelijkse gebeurtenissen in het leven van vier schoolmeisjes. In 2007 werd een anime-adaptatie uitgezonden.

## Verhaal
Lucky Star gaat over het leven van vier schoolmeisjes. De hoofdpersoon is Konata Izumi, een atletisch en intelligent meisje dat niet op een sportclub zit en redelijke cijfers haalt. Het viertal wordt gevolgd in hun eerste jaar op school en later ook in hun tweede en derde jaar op school.

## Personages

### Konata Izumi
Konata, bijgenaamd Kona-chan, is snel verveeld als iets haar interesse niet heeft. Ze is erg slim maar heeft een hekel aan leren, al haalt ze toch redelijke cijfers. Dit komt mede doordat ze de avond tevoren pas gaat leren en dan de hele nacht doorgaat. Konata houdt erg van computerspellen en speelt dan ook alle computerspellen. Deze eigenschap en haar voorliefde voor manga en anime wordt mede veroorzaakt door haar vader. Die koopt computerspellen gericht op volwassenen, maar Konata speelt deze ook. Om de nieuwste computerspellen en manga te kopen werkt ze in een cosplaycafé. Ook besteedt Konata veel van haar tijd aan het spelen van online computerspellen. Ze speelt vaak door tot ver na middernacht en valt daardoor in de klas in slaap. Haar lerares, die hetzelfde online computerspel speelt, maakt daar meestal wel een opmerking over.

### Kagami Hiiragi
Kagami is de oudere tweelingzus van Tsukasa en wordt vaak Kagamin genoemd. Op school zijn haar cijfers heel hoog doordat ze erg veel studeert. In het eerste jaar was ze klassenvertegenwoordigster. Ze zit in een andere klas dan Konata en Tsukasa maar komt ze vaak opzoeken tijdens de pauzes. Kagami hoopt altijd dat ze in dezelfde klas komt als haar vrienden. Ze heeft zich zelfs voor een vak ingeschreven in het tweede jaar zodat ze bij de rest in de klas zou komen, maar werd alsnog in een andere klas gezet. Hetzelfde gebeurde het jaar erop. Kagami is een beetje egoïstisch en is niet goed in koken. Net als Konata is Kagami dol op computerspellen, maar speelt ze een heel ander genre dan Konata. Kagami leest ook boeken, maar niemand deelt haar hobby.

### Tsukasa Hiiragi
Tsukasa is de jongere tweelingzus van Kagami. Ze zit in dezelfde klas als Konata. Hoewel ze niet goed is in leren en sporten, blinkt ze uit in koken. Ze is een vriendelijk maar wat onhandig persoon. Tsukasa wordt vaak vergeleken met haar tweelingzus, die het over het algemeen beter doet. Tsukasa vraagt meestal of haar zus haar wil helpen met haar huiswerk, maar dat zorgt er niet voor dat ze het ook begrijpt.

### Miyuki Takara
Miyuki komt uit een rijke familie en is mooi, slim en welgemanierd. Ze heeft altijd een zeer beschaafd taalgebruik, zelfs als ze bij haar vrienden is. Miyuki werd goede vrienden met Kagami in het eerste jaar. Later kwam ze in de klas met Konata en Tsukasa. Klasgenoten vragen vaak haar hulp bij het huiswerk of stellen haar vragen, en Miyuki geeft dan meestal zeer gedetailleerde encyclopedische antwoorden. Door haar uitgebreide kennis over van alles en nog wat, haalt ze goede cijfers op school. Toch is ze af en toe een beetje onhandig.

### Misao Kusakabe
Misao Kusakabe is een klasgenoot en vriendin van Kagami Hiirashi. Ze oogt simpel en een beetje lui. Ze heeft een hekel aan studeren en houdt meer van atletiek en computerspelletjes. Kagami vindt haar nogal veel op Konata Izumi lijken, met dat verschil dat zij niet zo devoot is van anime en manga en ook niet erg uitblinkt in atletiek en computerspelletjes. Hoewel Misao Kusakabe in de manga een soort rivaliteit koestert tegen Konata, omwille van de vriendschap met Kagami, lijkt dat in de anime niet zo te zijn, hoewel ze het wel vervelend vindt dat Kagami vaak met de andere drie protagonisten omgaat. Ze heeft een zeer intieme vriendin genaamd Ayano Minegishi.

### Ayano Minegishi
Ayano Minegeshi is een klasgenoot en vriendin van Kagami. Het lijkt een zachtaardig en gekalmeerd type dat erg van kokerellen houdt. In dat opzicht lijkt ze op Tsukasa Hiiragi, behalve dat zij geen moeite heeft met huiswerk en ook niet zo klunzig is. Hoewel ze normaal zachtaardig overkomt, kan ze - als je haar vriendin Misao Kusakabe wilt geloven - erg agressief worden als je haar goed kwaad hebt gemaakt.

## Muziek
Openingslied:
- Motteke sailor Fuku.van Aya Hirano, Emiri Katō, Kaori Fukuhara, en Aya Endo

Eindlied:
- Space Ironmen Kyodain van Aya Hirano (aflevering 1)
- It's a Victory! Akumaizer 3 van Aya Hirano (aflevering 2)
- Isn't that called love? van Aya Hirano (aflevering 3)
- Sailor Suit and Machine Gun van Emiri Katō (aflevering 4)
- Cha-La Head-Cha-La van Aya Hirano (aflevering 5)
- Valentine Day Kiss van Kaori Fukuhara en Aya Hirano (aflevering 6)
- Earthly Stars van Aya Endo (aflevering 7)
- Monkey Magic van Aya Hirano (aflevering 8)
- Embraced by the Wintry Wind van Ayo Hirano (aflevering 9)
- I'm Proud van Ayo Hirano (aflevering 10)
- Doraemon's Song van Kaori Fukuhara en Aya Endo (aflevering 11)
- Go! Godman van Aya Hirano (aflevering 12)
- Don't Lose van Emiri Katō (aflevering 12)

- My Forgotten Thing van Minoru Shiraishi (aflevering 13)
- Sunny Sunny Fun van Minoru Shiraishi (aflevering 14)
- The Minoru Legend of Love van Minoru Shiraishi (aflevering 15)
- The Cape of Age Thirty van Hiromi Konno (aflevering 16)
- Take It! Sailor Uniform van Minoru Shiraishi (aflevering 17)
- Kaorin's Theme van Minoru Shiraishi (aflevering 18)
- Way of Man van Minoru Shiraishi (aflevering 19)
- Son-in-law Rumba van Minoru Shiraishi (aflevering 20)
- Shiaida's Song van Minoru Shiraishi (aflevering 21)
- My Beloved Santa Monica van Minoru Shiraishi (aflevering 22)
- Mikuru Change! And then Fight! van Minoru Shiraishi (aflevering 23)
- Love is a Boomerang van Minoru Shiraishi (aflevering 24)